# Fátima Paulista
Fátima Paulista é um distrito do município brasileiro de Turmalina, no interior do estado de São Paulo.

## História

### Formação administrativa
- Distrito criado pela Lei n° 8.092 de 28/02/1964, com sede no povoado de Vila Custódio e com território desmembrado do distrito de Turmalina[3][4].

## Geografia

### Demografia

#### População urbana
| Crescimento população urbana | Crescimento população urbana | Crescimento população urbana | Crescimento população urbana |
| Censo                        | Pop.                         |                              | %±                           |
| ---------------------------- | ---------------------------- | ---------------------------- | ---------------------------- |
| 1980                         | 213                          |                              | —                            |
| 1991                         | 197                          |                              | −7,5%                        |
| 2000                         | 253                          |                              | 28,4%                        |
| 2010                         | 229                          |                              | −9,5%                        |
| 2022                         | 174                          |                              | −24,0%                       |
| Fonte: IBGE e Fundação SEADE |                              |                              |                              |

#### População total
Pelo Censo 2010 (IBGE) a população total do distrito era de 638 habitantes.

### Área territorial
A área territorial do distrito é de 95,191 km².

### Rodovias
O principal acesso ao distrito é a Rodovia Antônio Alduíno (SP-463).

## Serviços públicos

### Registro civil
Atualmente é feito na sede do município, pois o distrito não possui Cartório de Registro Civil das Pessoas Naturais.

### Saneamento
O serviço de abastecimento de água é feito pela Companhia de Saneamento Básico do Estado de São Paulo (SABESP).
- Sistema de abastecimento: Fátima Paulista
- Processo de tratamento: Desinfecção e Fluoretação
- Manancial: Poço D. Fátima Paulista
- Local abastecido: Distrito Fátima Paulista

### Energia
A responsável pelo abastecimento de energia elétrica é a Neoenergia Elektro, antiga CESP.

## Religião
O Cristianismo se faz presente no distrito da seguinte forma:

### Igreja Católica
- A igreja faz parte da Diocese de Jales[15].

### Igrejas Evangélicas
- Congregação Cristã no Brasil[16].